# Dyapenahalli, Tumkur
Dyapenahalli là một làng thuộc tehsil Tumkur, huyện Tumkur, bang Karnataka, Ấn Độ.